# Kanton Dreux-2
Der Kanton Dreux-2 ist seit 2015 ein französischer Wahlkreis im Arrondissement Dreux, im Département Eure-et-Loir und in der Region Centre-Val de Loire; sein Hauptort ist Dreux. 

## Gemeinden
Der Kanton besteht aus 14 Gemeinden und Teilgemeinden mit insgesamt 31.582 Einwohnern (Stand: 1. Januar 2022) auf einer Gesamtfläche von 122,81 km²:
| Gemeinde              | Einwohner 1. Januar 2022 | Fläche km² | Dichte Einw./km² | Code INSEE | Postleitzahl |
| --------------------- | ------------------------ | ---------- | ---------------- | ---------- | ------------ |
| Bréchamps             | 365                      | 5,43       | 67               | 28058      | 28210        |
| Charpont              | 638                      | 7,12       | 90               | 28082      | 28500        |
| Chaudon               | 1.689                    | 11,34      | 149              | 28094      | 28210        |
| Croisilles            | 423                      | 5,72       | 74               | 28118      | 28210        |
| Dreux                 | 20.592                   | 7,51       | 2.742            | 28134      | 28100        |
| Écluzelles            | 159                      | 3,22       | 49               | 28136      | 28500        |
| Le Boullay-Mivoye     | 529                      | 10,92      | 48               | 28054      | 28210        |
| Le Boullay-Thierry    | 585                      | 12,87      | 45               | 28055      | 28210        |
| Luray                 | 1.570                    | 4,46       | 352              | 28223      | 28500        |
| Mézières-en-Drouais   | 1.057                    | 8,4        | 126              | 28251      | 28500        |
| Ormoy                 | 224                      | 9,04       | 25               | 28289      | 28210        |
| Ouerre                | 785                      | 12,73      | 62               | 28292      | 28500        |
| Sainte-Gemme-Moronval | 1.158                    | 5,46       | 212              | 28332      | 28500        |
| Villemeux-sur-Eure    | 1.808                    | 18,59      | 97               | 28415      | 28210        |
| Kanton Dreux-2        | 31.582                   | 122,81     | 257              | 2809       | –            |

1. ↑   Nur der südöstliche Teil der Gemeinde, der Rest gehört zum Kanton Dreux-1.